# Jutro była wojna
Jutro była wojna (ros. Завтра Была Война, Zavtra była vojna) – radziecki dramat wojenny z 1987 roku w reżyserii Jurija Kary.

## Opis fabuły
Rok 1940. Na urodzinowym przyjęciu jedna z maturzystek dedykuje koledze wiersz Jesienina – poety zakazanego. O występku poinformowana zostaje szkoła. Młodzież, poddana ideologicznemu praniu mózgów, musi potępić koleżankę, zaś ojciec dziewczyny - szanowany konstruktor - zostaje uznany za „wroga ludu” i wtrącony do aresztu. Dokładnie za rok i jeden dzień wybuchnie wojna.

## Obsada
- Siergiej Nikonienko
- Nina Rusłanowa
- Julia Tarkhowa
- Wiera Alentowa
- Natalia Niegoda
- Władysław Demczenko
- Radij Owczinnikow
- Władimir Zamański
- Irina Czerniczenko

i inni